# Hermann Brüning
Hermann Brüning (* 16. April 1873 in Sprockhövel; † 30. April 1955 in Rostock) war ein deutscher Kinderarzt. Brüning wurde 1916 der erste Direktor der neu gegründeten Kinderklinik an der Universität Rostock.

## Leben
Brüning kam 1873 als Sohn des Postmeisters Anton Leonhard Brüning und seiner Frau Emilie Brüning, geb. Schmidt, zur Welt. 1914 heiratete er Luise Niewerth, Tochter eines Rostocker Apothekers. Das Paar bekam vier Kinder.
Nach seinem Abitur 1894 in München-Gladbach, studierte Brüning Medizin an den Universitäten in Würzburg, Kiel, München und Bonn. In Bonn promovierte er 1898 zum Dr. med., es folgte eine Anstellung als Prosektor am Pathologischen Institut der Universität Bonn. 1901 wechselte Brüning als Assistenzarzt an die Universitäts-Kinderklinik in Leipzig, dort blieb er bis 1905. Anschließend habilitierte sich Brüning 1905 im Fach Kinderheilkunde an der Universität Rostock. 1909 wurde Brüning zum außerordentlichen Professor berufen, es folgte 1919 die Stelle als Ordinarius für Kinderheilkunde. 1916 wurde Brüning Direktor der neu gegründeten Medizinischen Universitäts-Kinderklinik und Poliklinik.
Nach seiner Emeritierung 1938, blieb Brüning bis 1951 als niedergelassener Kinderarzt in Rostock tätig. 1940–1944 nahm er eine Stelle als Chefarzt des Reserve-Lazaretts in Kühlungsborn, später in Graal, an. In den Jahren 1943 und 1944 sprang Brüning als Lehrstuhlvertretung und kommissarischer Direktor der Kinderklinik an der Universität Greifswald bzw. an der Universität Rostock ein, nahm daraufhin von 1945 bis 1948 wieder seine regelmäßige Lehrtätigkeit an der Universität Rostock auf und wurde 1948 ein zweites Mal emeritiert. Nur drei Jahre später wurde er erneut mit der kommissarischen Leitung der Rostocker Universitäts-Kinderklinik bis 1953 beauftragt.

## Ehrungen
- 1948 Ernennung zum Ehrenmitglied der Deutschen Gesellschaft für Kinderheilkunde

## Publikationen (Auswahl)
- Therapeutisches Vademecum für die Kinderpraxis, Leipzig 1904.
- Die Säuglingssterblichkeit im Großherzogtum Mecklenburg-Schwerin: ihre Ursachen und ihre Bekämpfung, Wiesbaden 1909.
- mit Ernst Schwalbe (Hrsg.): Handbuch der allgemeinen Pathologie und der pathologischen Anatomie des Kindesalters, 2 Bde., Wiesbaden 1912–1924.
- Kurzgefasstes Lehrbuch der Untersuchung am Krankenbett des Kindes, Stuttgart 1921.
- Bäder- und Kurortlehre für das Kindesalter nebst den zugehörigen privaten und öffentlichen Kinderheimen, Stuttgart 1930.
- Heilquellen und Seebäder in Mecklenburg, Eine geschichtliche Darstellung des mecklenburgischen Bäderwesens bis zur Mitte des 20. Jahrhunderts, Rostock 1948.